# ボヘミア公国

ボヘミア公国
Češské kniežěstvie (古代チェコ語)
Ducatus Bohemiæ (ラテン語)
Herzogtuom Bēheim (中高ドイツ語)

11世紀神聖ローマ帝国内のボヘミア公国

ボヘミア公国（ボヘミアこうこく）は、中世中期から後期にかけて神聖ローマ帝国を構成していた公国であった。後にチェコ公国（チェコこうこく、古代チェコ語: Češské kniežěstvie）とも呼ばれるようにもなった。
870年頃、モラヴィア王国の一部として成立したが、895年にスピティフニェフ公が東フランク王、フランク・ローマ皇帝のアルヌルフに忠誠を誓った後、崩壊しつつあったモラヴィア王国から分離した。
プシェミスル朝のボヘミア公爵の下でプラハ城とレヴィ・フラデツを拠点とし、次々と領地は拡大した。また、聖キュリロスと聖メトディウスによって進められていたキリスト教化はレーゲンスブルクとパッサウのフランク人司教に受け継がれて行われた。その後973年に、ボヘミア公爵ボレスラフ2世と初代神聖ローマ皇帝オットー1世によりプラハ大司教区が設立された。その後、935年9月28日にキリスト教化に反対していた弟のボレスラフによって殺害されたボヘミア公爵ヴァーツラフ1世がこの土地の守護聖人となった。
ポーランド王ボレスワフ1世に占領され、プシェミスル朝が内部抗争に明け暮れる中、ヴラジヴォイ公は1002年に神聖ローマ皇帝ハインリヒ2世からボヘミアを領地として受け取り、ボヘミア公国は神聖ローマ帝国の邦領となった。ボヘミア公国は、1198年にオタカル1世の在位中に神聖ローマ皇帝フィリップ・オブ・シュヴァーベン（ドイツ王）によってボヘミア王国に昇格させられ、世襲王国となった。オタカル1世はその後も国王として即位した。1306年にボヘミア王、ハンガリー王、ポーランド王としてヴァーツラフ3世が死去し、男系が途絶えるまでプシェミスル朝は中世を通じて勢力を維持した。

## 歴史
ベーマーの森、エルツ山地、ズデーテン山地、 ボヘミア・モラヴィア高原に囲まれたこの地にボヘミア族は550年に定住した。 7世紀になると、ここに住むチェコ人はフランク人の商人であったサモ王国率いる連合に所属した。地理用語としてのボヘミアはケルト人(ガリア人)のボイイ族に由来すると考えられ、初出は9世紀フランク王国の書籍である。805年、カール大帝はボヘミアの征服に乗り出し、カンブルクが包囲された。チェコ軍はここでの戦闘から撤退し、ゲリラ戦を始めるために深い森に引きこもった。その結果40日後、カール大帝の軍は物資不足により撤退を強いられた。翌年、再来したフランク軍によりボヘミアは焼き払われて略奪された。結果この地の部族はフランク王国カロリング朝へ服従をせざるを得なくなった。

### モラヴィア王国

スヴァトプルク1世の統治下のモラヴィア王国(871–894).

9世紀半ばフランク王国が崩壊する一方で、ボヘミアは830年頃に成立したモラヴィア王国の影響下に入った。874年、モイミール公スヴァトプルク1世は東フランク王ルートヴィヒ2世と協定を結び、ボヘミアの支配権を確認した。900年頃、マジャール人の侵入によってモラヴィア王国が混乱、分断されると、ボヘミアは独立した公国として形成され始めた。すでに880年、レヴィ・フラデツ出身のプシェミスル朝の王子であったボリヴォイは、874年にテッサロニキのモラヴィア王国大司教メトディウスから洗礼を受けたスヴァトプルク1世の副官であったが、居城をプラハ城に移し、ヴルタヴァ盆地の支配を開始した。
モラヴィア王国は、888年または890年にブジヴォイの死後、一時的に新興していたボヘミア公国の支配権を取り戻したが、895年に息子のプシェミスル朝スピチフニェフ1世がスラヴニク朝の王子ヴィティズラとともにレーゲンスブルクで東フランク王アルヌルフに忠誠を誓った。その後弟、弟のヴラチスラフ1世もプラハ周辺の中央ボヘミアを支配した。907年、ハンガリーがカルパティア盆地を征服した際、プレスブルクの戦いで東フランク軍を粉砕したマジャール軍から、彼らは領地を守り抜いた。ハンガリーの存在によって地理的に東ローマ帝国から切り離されたボヘミア公国は、東フランク王国の影に隠れてはいたが、独立国家として存在していた。公国は講和条約の確認と引き換えに、バイエルン公国に貢納を行った。921年から統治したヴラチスラフ1世の息子ヴァーツラフ1世は、すでにボヘミアの部族連合の長として受け入れられていたが、隣国バイエルンのアルヌルフ公とその強大な同盟者であるドイツのザクセン王ハインリヒ1世の敵対に対処しなければならなかった。ヴァーツラフ1世は929年にハインリヒ王に服従して公爵の権威を維持したが、その後、弟のボレツラフ1世に殺害された。

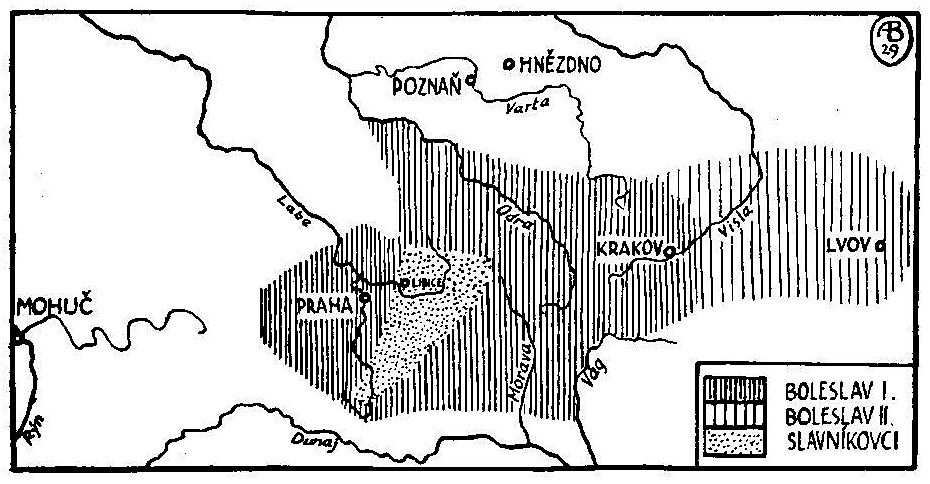
ボレツラフ1世とボレツラフ2世の統治下にあるボヘミア公国

935年、ボヘミア公に即位したボレスラフ1世は隣接するモラヴィアやシレジア、さらにはクラクフをも征服し領土を拡大した。彼はハインリヒ1世の後継としてオットー1世が神聖ローマ皇帝の座に就くことに反対し、貢納を停止して北西ボヘミアに住むサクソン人の同盟相手を攻撃し、936年にテューリンゲンに移住した。長期にわたる武力闘争の後、オットー1世が950年にボレスラフ1世の息子の城を包囲したことを受けボレスラフ1世はついに和平条約に署名しオットー1世の宗主権を認め、貢納の再開を約束した。955年、王の同盟国としてボヘミア軍は東フランク王国とともにレヒフェルトの戦いを戦い、マジャール人らの国を打ち破った後、その功績が認められてモラヴィアの地を受け取った。
略奪を繰り返すマジャール人を圧倒することはボヘミアとドイツの両方に利益があった。一方で残酷なボレスラフ1世がビルンガー辺境伯領での2人のスラヴ公爵の反乱を鎮圧したとき、遠い北のオボトリート族との戦争に参加することで何を得ようとしたのかは明確ではないが、ボヘミアの東方進出を邪魔しないようにしたかったのだろうと考えられている。
重要なのは、ボレツラフ2世の在位中に設立されたプラハ司教区がマインツ大司教に従属したことである。このようにしてプレミスル朝はドイツとの同盟を利用して反抗的な地方貴族の支配をより強固にすると同時に、帝国との関係において自治権を保つのに奮闘したのである。プレミスル朝がスラヴ人を破り、チェコの部族が統一され、さらに中央集権的な支配が995年に確立された。これにより一時は王朝の内部闘争に揺れたとはいえボヘミア公国は決定的に強固なものとなった。

### 神聖ローマ帝国
→神聖ローマ帝国を参照

## 経済
ボヘミア公国は、10世紀から11世紀にかけて、異教徒のスラブ人（サカーリバと呼ばれた）をアル＝アンダルスの奴隷として売買するプラハ奴隷貿易から大きな収入を得ていた。
エルツ山地の錫と銀の採掘は12世紀初頭に始まった。

## ボヘミア王国
→ボヘミア王国を参照

## 参照
- チェコの歴史
- 神聖ローマ帝国